# Renate Wouden
Renate Wouden, geboren Bhugwandass (9 november 1949 – 19 maart 2023), was een Surinaams vakbondsleider en strijder voor vrouwenrechten. Ze was directielid van de Nationale Vrouwen Beweging (NVB) en voorzitter van de Bond voor Belangenbehartiging Gepensioneerden uit Overheidsdienst (BBGO).

## Biografie

### NVB en NAKS
Ze begon op jonge leeftijd met sociaal werk en was jarenlang directielid van de Nationale Vrouwen Beweging (NVB). Hier deed ze onder meer de coördinatie van het programma Capaciteitsversterking Vrouwengroepen.
Na haar pensioen werd ze vrijwilligster voor de culturele organisatie NAKS. Ze maakte ze een 5-jarenplan om NAKS economisch te versterken en voerde dat zelf uit. Daarnaast coördineerde ze de verhuur van ruimten.

### Bond voor Gepensioneerden
Vanaf 2015 was ze voorzitter van de Bond voor Belangenbehartiging Gepensioneerden uit Overheidsdienst (BBGO).  Van deze organisatie van 60-plussers verbeterde ze het aanzien van oudjes die met hun gezondheid sukkelen tot een actieve organisatie. Het ledenaantal groeide van 2000 naar 4700 dat werd onderbroken door de coronacrisis in Suriname. Tijdens haar voorzitterschap kwam de BBGO met het seminar De plaats van de ouderen in de samenleving (2018), het BBGO Magazine, een eigen bibliotheek en een televisieprogramma. Een andere nalatenschap is het nieuwe bondsgebouw in de Burenstraat. Ook installeerde ze nieuwe commissies buiten Paramaribo die sindsdien activiteiten organiseren in Wanica, Nickerie, Coronie en Commewijne.
Daarnaast streed ze jarenlang voor een waardevast pensioen; in 2023 bedraagt de AOV maandelijks slechts 1250 SRD (34 euro), waardoor veel gepensioneerde ambtenaren afhankelijk zijn van (klein)kinderen en anderen.

### Waardering
In november 2018 werd Renate Wouden onderscheiden als Officier in de Ere-Orde van de Palm en in december 2021 ontving ze de Mensenrechtenprijs van de Europese Unie Delegatie voor Suriname voor haar inzet voor de rechten van ouderen. In 2023 is zij opgenomen in de Iconenkalender van NAKS.
Renate Wouden-Bhugwandass was in 2023 enige tijd ziek maar bleef wel doorwerken. Hierdoor schrokken mensen die haar kenden van het bericht op 19 maart dat ze was overleden. Ze is 73 jaar geworden.